# سماوک (همدان)
سماوک (همدان)، روستایی از توابع بخش شرا شهرستان همدان در استان همدان ایران است. که در مجاورت آزاد راه همدان ساوه (راه کربلا ) قرار دارد  که اهالی ان مشغول به دامپروری  و کشاورزی هستن

## جمعیت
این روستا در دهستان چاه دشت قرار دارد و براساس سرشماری مرکز آمار ایران در سال ۱۳۹۵، جمعیت آن ۹۶ نفر (۳۰خانوار) بوده‌است.